# Јенсен Бич (Флорида)
Јенсен Бич (енгл. Jensen Beach) насељено је место без административног статуса у америчкој савезној држави Флорида.

## Демографија
По попису из 2010. године број становника је 11.707, што је 607 (5,5%) становника више него 2000. године.
| Група             | 2000.          | 2010.          |
| Белци             | 10.414 (93,8%) | 10.629 (90,8%) |
| Афроамериканци    | 250 (2,3%)     | 290 (2,5%)     |
| Азијати           | 52 (0,5%)      | 78 (0,7%)      |
| Хиспаноамериканци | 307 (2,8%)     | 567 (4,8%)     |
| Укупно            | 11.100         | 11.707         |